# Larnax psilophyta
Larnax psilophyta är en potatisväxtart som beskrevs av N.W. Sawyer. Larnax psilophyta ingår i släktet Larnax och familjen potatisväxter. Inga underarter finns listade i Catalogue of Life.